# Синяя блуза
«Си́няя блу́за» — советский агитационный эстрадный театральный коллектив, отражавший в постановках самые различные темы — от общеполитических и международных до мелочей быта — и представлявший новое «революционное» массовое искусство. В своей основе театр пропагандировал идеи социализма и обличал «мещанский» быт. Существовал с начала 1920-х до 1933 года. Название коллективу дала свободная синяя блуза и чёрные брюки (или юбка), в которой стали выступать артисты, что соответствовало традиционному облику рабочего на агитплакатах. Артисты театра носили значки: один — символическое изображение рабочего, который был и на печати театра, и на его афишах, а другой — в виде знамени. В дальнейшем, близкие по духу артисты других театров и эстрады, общественные деятели награждались значком с присуждением звания «синеблузника». Синяя блуза, как атрибут сценического костюма артистов с годами стала настолько популярной, что её использовали самодеятельные коллективы и известные ещё до Октябрьской революции чтецы и куплетисты. Так Михаил Савояров в середине 1920-х годов выступал с экспериментальными стихами Ильи Сельвинского и читал под музыку поэму «Улялаевщина» в костюме синеблузника — в своей прежней, ещё дореволюционной манере.

## История движения
Первый коллектив под названием «Синяя блуза» был организован в 1923 году в Московском институте журналистики на базе «живой газеты». Инициатор движения, его создатель, автор и один из исполнителей — Борис Южанин. Очень скоро аналогичные группы возникли и в других городах, послужив основой создания ряда профессиональных театров и дав толчок поискам новых форм театра и эстрадных представлений. «Синяя блуза» породила тысячи последователей. Уже через 5 лет по типу «Синей блузы» в СССР работает 7000 подобных коллективов, профессиональных и, в основном, самодеятельных. Их репертуар состоял из литературно-художественных монтажей, обозрений, сценок, отражавших производственную и общественную жизнь, международные события. Тематика была злободневна, в ней сочетались героика и патетика, сатира и юмор.
Первоначально театр состоял из трёх групп, а в зимне-осенний сезон 1929—1930 годов в нём было 12 групп артистов: основная, центральная, базовая, мюзик-холльная, эстрадная, индустриальная, оперативная, производственная, концертная, десятая, областная, экспериментальная. Каждая — со своим репертуаром.
В репертуаре московской «Синей Блузы» имелось около двух тысяч номеров. Каждая программа состояла из 10—12 номеров и продолжалась полтора часа. Агитбригады «синеблузников» выступали с пропагандистскими художественными стихами, хоровыми декламациями, физкультурными сценками, спортивными танцами. Выезжали на заводы, фабрики, в клубы, ездили по городам и сёлам страны; некоторые группы гастролировали за рубежом. Обычно представление начиналось маршем — парадом (антре).

Среди множества маршей самым популярным в СССР был, пожалуй, марш на музыку Сигизмунда Каца, (автор текста не установлен): 
Мы синеблузники, мы профсоюзники —

Нам всё известно обо всём,

И вдоль по миру свою сатиру,

Как факел огненный, несём.

Мы синеблузники, мы профсоюзники,

Мы не баяны-соловьи —

Мы только гайки в великой спайке

Одной трудящейся семьи…
Эстрадные спектакли «Синей блузы» создавали многие советские писатели, композиторы, актёры, режиссёры, художники. Среди них Владимир Маяковский, Сергей Юткевич, Василий Лебедев-Кумач, молодые писатели, поэты, драматурги Абрам Арго, Виктор Ардов, Виктор Гусев, Виктор Типот, Семён Кирсанов, Николай Адуев, основатель театральной студии Мастерской Фореггера (Мастфор) на Арбате Николай Фореггер, эстрадный артист Александр Шуров, кинорежиссёр Александр Роу, министр социального обеспечения СССР 1960-х Н. А. Муравьёва, будущий композитор Юрий Милютин, композиторы Константин Листов, Семён Гальперин, Михаил Блантер, Сигизмунд Кац, Даниил Покрасс, Александр Кенель, поэт Саша Красный (настоящее имя Александр Брянский), актёры Эммануил Геллер, Георгий Тусузов, Елена Юнгер, Борис Тенин, Владимир Зельдин, Михаил Гаркави, Лев Миров, Евсей Дарский, Ксения Квитницкая, Александр Бениаминов, Лидия Коренева, Борис Шахет, Михаил Жаров, Александр Демич, автор киноведческих книг Александр Мачерет, художник Борис Эрдман и многие другие.
Одним из идеологов «Синей блузы» был Осип Максимович Брик.
Под таким же названием — «Синяя блуза» в 1924 году в Москве выходило печатное издание МГСПС — что-то вроде альманаха; предназначалось для различных коллективов «синеблузников» и содержало тексты программ московских групп «Синей блузы», репертуарные материалы, методические разработки и режиссёрско-постановочные указания, комментарии, рекомендации и т. д. Издание не было постоянным, периодичность его и облик неоднократно менялись. В 1928—1930 годах репертуар публикуется в сборниках «Малые формы клубного зрелища». Издание рассылалось по стране как сценарий для местных самодеятельных артистов.
В октябре 1926 года в Москве состоялся Всесоюзный съезд синеблузников, на котором было представлено до 5000 групп.
В годы своего расцвета «Синяя блуза» успешно конкурировала с профессиональной эстрадой, выступая в Колонном зале Дома союзов, московском театре-варьете «Альказар», «Эрмитаже».
Ежегодно гастролировала по стране, выезжая в Поволжье, на Урал, в Сибирь, Закавказье, Туркестан и другие регионы.
«Синяя блуза» была первым советским театром, выехавшим за границу.
Большой резонанс получили зарубежные гастроли в Германии (100 представлений, 1927) и Латвии (25 представлении, 1927), Маньчжурии и Китае (1928), а также в США.
Москвичи поддерживали постоянную связь с заграничными синеблузниками из Англии и Китая, Германии и Чехо-Словакии, Франции и США. За границей насчитывалось свыше 80 синеблузных коллективов.
Плакатность, апелляция к разуму зрителя больше, чем к чувству, острый отклик на «злобу дня» составили ту особенность «Синей блузы», которая оказалась её вкладом в мировое искусство. Успех нового жанра в искусстве театра был велик.
От деятельности «Синей блузы» веяло раскованностью, вольнодумством и смелостью в подаче материала. Поэтому она просуществовала недолго. К началу 1933 года «Синяя блуза» «за нерентабельностью» закрывается, обогатив эстраду новыми темами и формами, послужив основой создания ряда профессиональных театров и дав толчок поискам новых форм театра и эстрадных представлений.
Выступления «Синей блузы» получили широкий резонанс за рубежом, где нашлось множество последователей театра. Это «Колонна Линкс», «Красные рупоры», «Алярм» и другие в Германии; группы «Октябрь» и «Синие блузы» во Франции.
В США проводится Всеамериканская олимпиада революционных агитпропгрупп; подобные коллективы появляются в странах Азии и Африки.
Движение революционного агитпроптеатра оставило особенно заметный след в истории немецкого искусства и литературы XX века. Театр Бертольта Брехта — рождён от «Синей блузы» и вдохновлён «Синей блузой», что сам Брехт подчёркивал неоднократно. Фридрих Вольф, Ханс Эйслер, Эрвин Пискатор признавали воздействие принципов агитпроптеатра на своё творчество.
В 1933 году на театральной Олимпиаде в Москве и Ленинграде показали свои программы две французские труппы — «Октябрь» и «Синие блузы». Первая получила главный приз фестиваля. Среди её участников — такие впоследствии знаменитые деятели французской культуры, как Жак Превер и кинорежиссёр Ж.-П. ле Шануа.
В СССР отголоском «Синей блузы» в 1960—1980-е годы стали, появившиеся как жанр самодеятельно народного творчества, агитбригады, а в последующее время и до наших дней — клубы весёлых и находчивых (КВН).

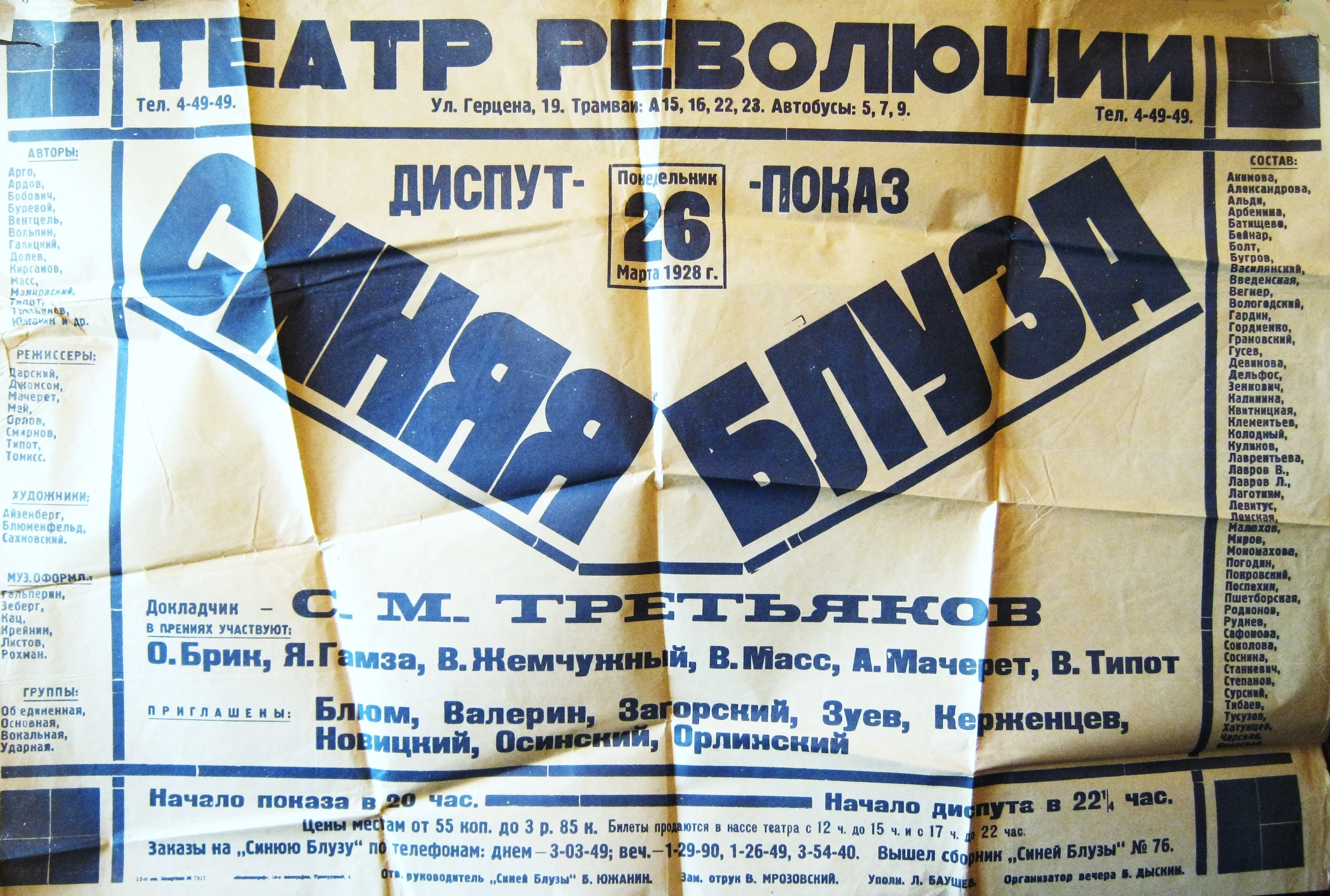
Афиша диспута-показа театра СИНЯЯ БЛУЗА. Среди докладчиков О. Брик. В перечне артистов Квитницкая К. М.,  Тусузов Г. Б. и другие.
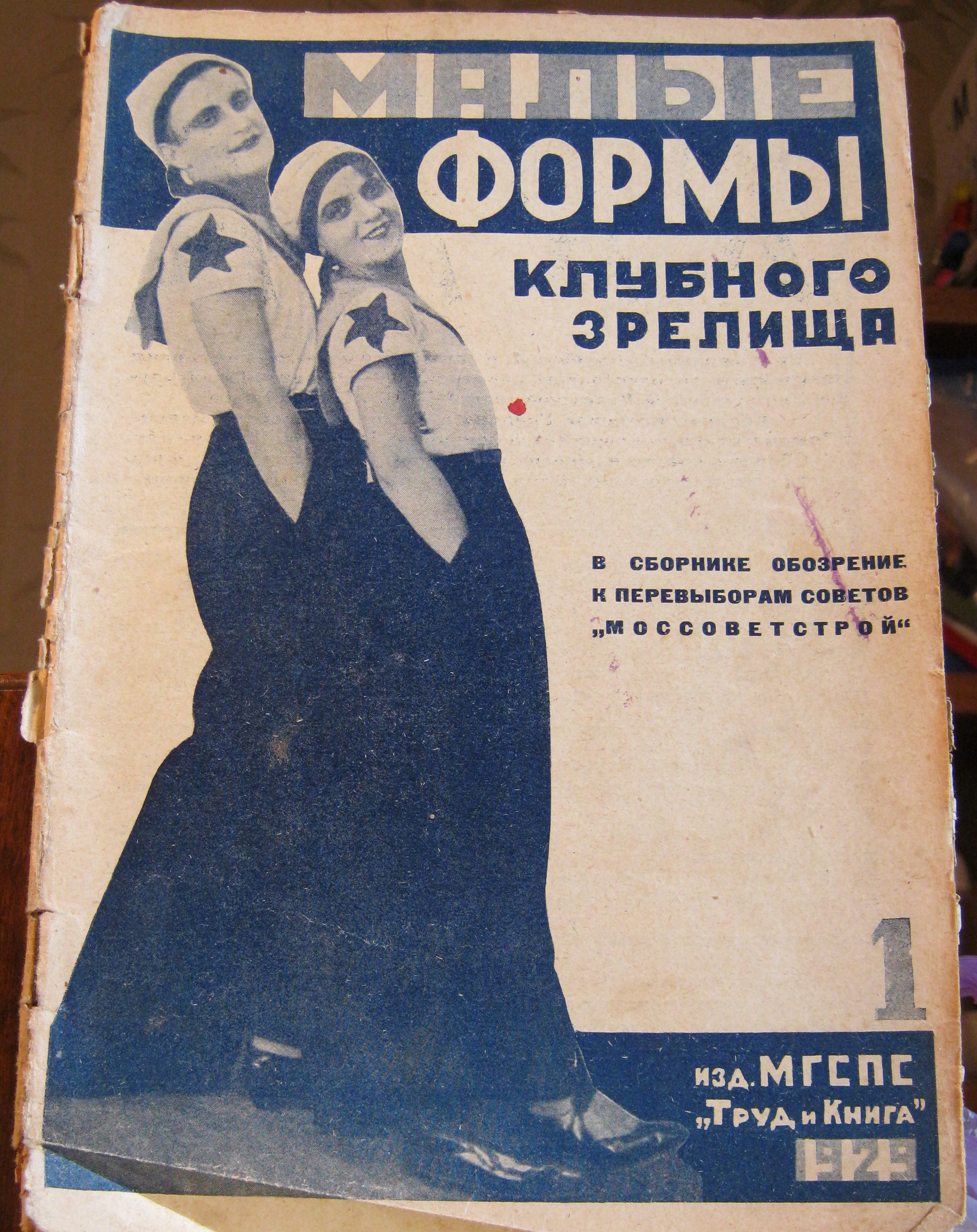
Сборник «Малые формы клубного зрелища» театра СИНЯЯ БЛУЗА. 1929 год.